# Петро Картавік
Петро Картавік (пол. Piotr Kartawik; 25 червня 1918 — 16 лютого 1969) — полковник Війська Польського, кінолог, відтворювач породи собак польський огар — польської національної породи гончих собак.

## Біографія

### Дитинство та сім'я
Народився 25 червня 1918 р.  у селі Трокелі, в районі міста Сола (нинішня Білорусь).
Предки Петра, засновники селища Перавесе (Przewiesia) на річці Няріс  (лит. Neris), прийшли з околиць Вітебська. Дід Шчепан Катавік (пол. Szczepan Kartawik) був лісником у сусідніх лісах. Батьки Петра Олександр та Марія мали п'ятеро дітей; Зеноіда (пол. Zenoidę), яка померла у віці сімнадцяти років, Катажина (пол. Katarzynę), Петро, Яна та Чена (пол. Żenię).
Під час Першої світової війни, протягом понад два з половиною роки, за п'ятсот метрів від будинку батьків Петра, між російською і німецькою арміями була лінія фронту. З цієї причини сім'я переїхала глибоко в Німеччину і повернулася спочатку до села Трокелі (пол. Trokieli), в районі міста Сола (пол. Soły), де народився Петро, а в серпні 1918 року — до Перавесе. Тому, крім білоруської мови, діти також розмовляли німецькою та польською мовами.
Початкову школу закінчив Петро у Сморгоні. Будучи хлопчиком, він любив спілкуватися з тваринами. Сім'я займалася розведенням коней, яких потім продавали польській армії. Другою сімейною пристрастю було розведення собак для полювання.
У міжвоєнний період Петро Картавік сам займався розведенням собак. У нього був свій улюблений, одноокий гончак, собака з великою пристрастю до полювання.
У цій атмосфері Петро зростав серед мисливців і лісників, формуючи свою чутливу особистість і гартуючи себе в труднощах полювання.

### Під час війни
2 січня 1935 року він почав працювати в офісі комуни в Сморгоні як податковий консультант. Працював там до 17 вересня 1939 року, тобто до дня, коли радянська армія зайняла територію Сморгонського району.
30 вересня 1940 р. Петро Картавик був призваний до радянської армії і відправлений на посаду сержанта до Казані. Після початку німецько-радянської війни 22 червня 1941 року його відправили на фронт. Він брав активну участь у боях біля Білостока, Гродно і Смоленська, як командир розвідки.
На початку грудня 1941 року його підрозділ був оточений німецьким бронетанковим підрозділом. 12 грудня Петро прибув до Мінська, де його взяли в полон німці. Його помістили у шталагу, де умови були жахливі, наприклад, полонені отримували мертвих коней, щоб їсти. Він знав, що в цих умовах він не переживе зиму. Він організував втечу. З десяти втікачів, тільки йому і його другу вдалося втекти і дістатися до Пржев'є. Навички, отримані під час полювання, були корисні при полюванні в лісі. Одягнений у цивільний одяг, він провів зиму, ховаючись вдома та у старшій сестрі Катажині в маленькому поселенні Нараті.
З 13 вересня 1944 року переїхав на постійне проживання до підрозділу «Nietoperz» Армії Крайова. 7 серпня 1944 року він був завербований польською армією. 17 серпня його відправили в офіцерську школу в Рязані. До 15 березня 1945 року він був у офіцерській школі піхоти, після чого пішов прямо на фронт. Як командир розвідувального взводу 4-го піхотного полку 2-ї польської дивізії під час проштовхування річки Одра, у квітні 1945 року він захопив двох в'язнів до нападу, що дозволило йому визнати позицію ворога. З 15 березня 1945 року він перейшов з 2-ї дивізії на бій у Берлін.
Його нагороджували багато разів; мінімум Срібна медаль «За заслуги в області слави», «Хрест доблесті», «Партизанський хрест», «Медалі» — «За Варшаву», «За участь у битві за Берлін» і найважливіше — «Орден Віртуті Мілітарі».

### Післявоєнні роки
Після війни Петро залишився в армії.
7 жовтня 1947 року Петро одружився в [[Кельці]Кельцях]] з Отіляю Реймуза (Otylią Rejmuza). Після шлюбу вони жили в м. Кельці, де Петро служив в армії командиром батальйону. Того ж року народилася дочка Алісія. Друга дочка Маріли народилася в 1949 році. Після смерті їхньої старшої дочки вони переїхали в Острожанське Кросно (Krosna Odrzańskiego), де Петро працював у місцевому військовому гарнізоні в чині капітана. З 2 листопада 1949 по 7 червня 1950 року він був студентом Вищої школи піхоти. У 1951 році народилася донька Анна, а в 1953 році — Ельжбета. З 1959 року сім'я жила у Вроцлаві.
Він також став аніматором кінології полювання в Нижній Сілезії (Dolnym Śląsku). Він був головою Комітету з розведення та тріумфування мисливського собаки Нижньосілезького мисливського ради і був членом такої комісії у Вищому мисливському раді. Він організував перші репетиції та конкурси для мисливських собак у Вроцлаві.
Петро продовжував підтримувати зв'язок зі своєю сім'єю з Перавесе, часто відвідуючи їх.
16 лютого 1969 року в Домаславіцах (Domaslavice) під час полювання загинув Петро. Основною причиною аварії вважалася несправна зброя. 
Військовий друг Петра Казімєж Янас (Kazimierz Janas), який був очевидцем події на місці трагічного інциденту встановив надгробок своїм коштом і заснував меморіальну дошку. Пам'ять про полковника культивують мисливці.
Після смерті чоловіка Отіля Картавика довелося боротися за збереження квартири, кошти на утримання і виховання своїх дочок. Для цього вона була навіть у тодішнього міністра національної оборони. Вона відчувала себе самотньою і покинутою численними колегами свого колишнього чоловіка.
На її думку, собаки переважно переходили в руки людей, які погано пов'язані з полюванням. Не було людини з пристрастю, яка б точно знала, яку мету розведення та корисності він хотів досягти.

### Відтворення породи польська огар
Перші згадки в Польщі про полювання з собаками можна знайти у Ґалла Аноніма (пол. Gall Anonim). До часів Владислава Яґелла право на полювання на собак мали лише король. У літописах чотирнадцятого століття є згадки про королівських гончих, які були спеціально підняті для королівського полювання.
До Другої світової війни існувало кілька порід польських гончих, які під час війни були практично повністю винищені.
У 1959 році П. Картавік привіз з Литви трьох собак — кобеля Бужани і сук Зорька і Чита, чиї нащадки стали представниками відновленої породи польська огар і займався відновленням породи, організованої у себе на хуторі питомника «з Кресова» («z Kresów»). У 1964 році, його наступник Іржі Дулевском (Jerzy Dylewski) стандартизував породу і представив в FCI для визнання. Порода в 1966 році була визнана Міжнародною кінологічної федерацією (стандарт FCI № 52).
У 1967 році нараховувалося собак 15, 1976 а вже в їх кількість збільшилася до 101 собаки.

### Фотогалерея (зовн. посилання)
Портрет Петра Картавіка